# Anna Verouliová
Anna Verouliová (řecky Άννα Βερούλη) (* 13. listopadu 1956 Kavala) je bývalá řecká oštěpařka, mistryně Evropy z roku 1982.

## Sportovní kariéra
Největším úspěchem se pro ni stal titul mistryně Evropy v hodu oštěpem v roce 1982. O rok později při premiéře mistrovství světa v atletice vybojovala v této disciplíně bronzovou medaili. Na olympiádě v Los Angeles v roce 1984 byla diskvalifikována pro doping. Po dvouletém trestu opět startovala na mezinárodních soutěžích, na stupně vítězů se už však při vrcholných soutěžích nedostala.